# 山内埠頭

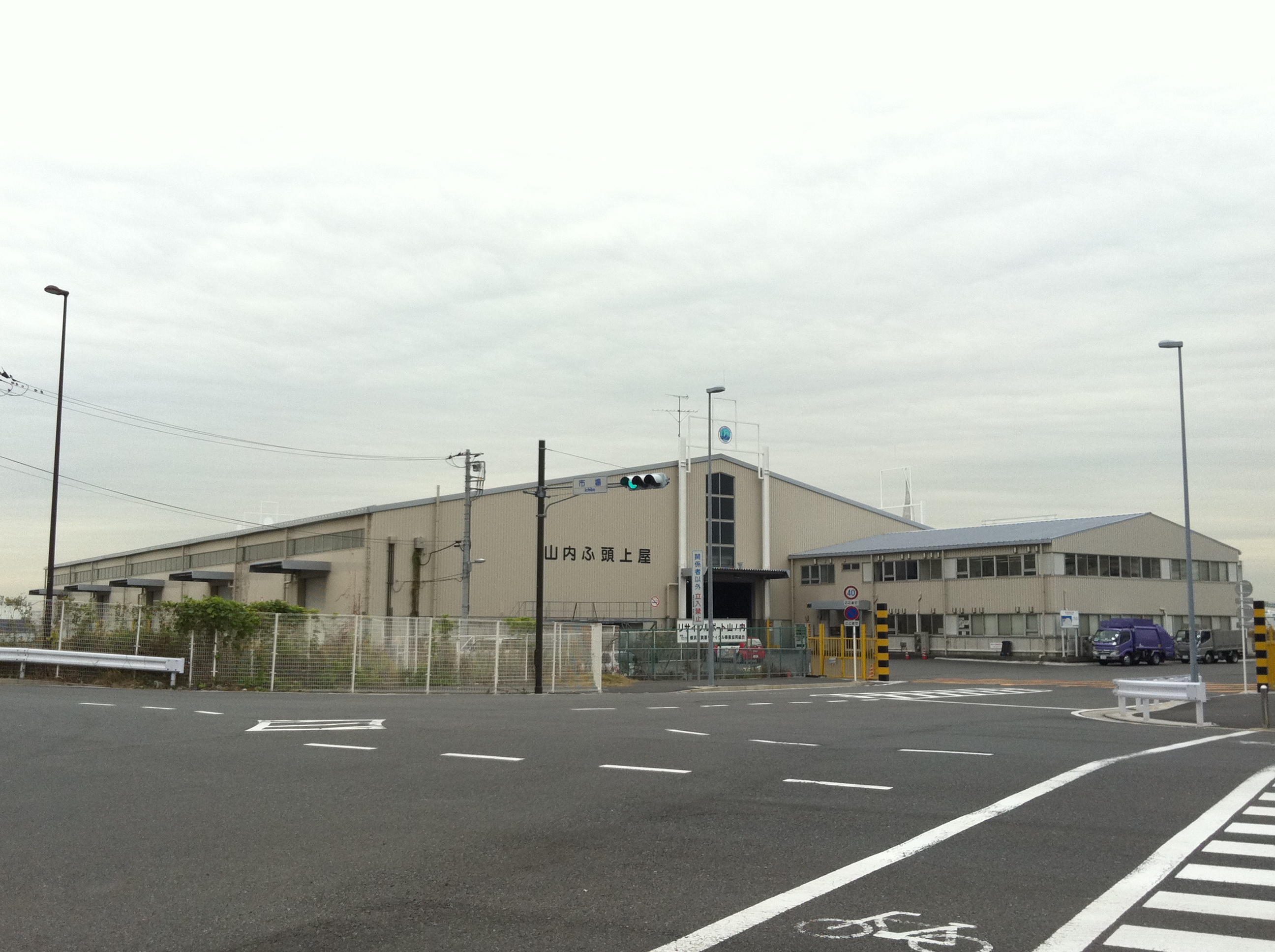
山内ふ頭上屋（備蓄・リサイクル資源倉庫）

山内埠頭（やまうちふとう）は、神奈川県横浜市神奈川区にある横浜港の埠頭の一つで、この地域を表す名称となっている（山内地区とも呼称）。埠頭面積は20.2ha。埠頭地域の住所としては山内町、橋本町、星野町（一部）からなる。

## 歴史・現況
高島埠頭（現在のみなとみらい中央地区に位置していた）と共に内国貿易埠頭として1928年（昭和3年）より整備が開始され、1932年（昭和7年）に完成した。埠頭内に開場した中央卸売市場には貨物の専用線（引き込み線）が敷かれ、さらに1934年（昭和9年）に貨物支線として山内町駅（後年、横浜市場駅に改称）が設置された。戦後は東南アジアや中近東方面の航路での利用もされたが、その一方で当埠頭は横浜港の最奥部に位置する上に市街地にも近いことなどから大型船舶への対応が難しいという問題もあり、付近の再開発計画「みなとみらい21」の進捗に合わせて1988年（昭和63年）から1993年（平成5年）にかけて再整備が行われた。この際には、災害時における緊急物資輸送拠点として利用できるように耐震岸壁となっている。2008年（平成20年）には当埠頭内を通る臨港幹線道路（みなとみらい地区〜瑞穂埠頭区間）が完成している（#臨港幹線道路によるアクセスを参照）。
かつては埠頭内北東部に浅野造船所の浅野ドックがあったが、1995年（平成7年）に閉鎖となった。2000年代中頃より遊休化したドックや工場跡地を利用して、「コットンハーバー地区」として再開発が行われている。
埠頭施設としては、現在ではリサイクル資源の集積・輸送拠点となっている「山内ふ頭上屋」と荷さばき地がある程度で、これ以外の大部分を横浜市中央卸売市場本場と前述のコットンハーバー地区が占めている。

## 埠頭内の施設・再開発地区など
- 横浜市中央卸売市場本場
- コットンハーバー地区

## 臨港幹線道路によるアクセス
- 臨港幹線道路（横浜港を周回する計画の臨港道路）
  - みなとみらい橋 - みなとみらい地区と接続。
  - コットン大橋（自動車専用） - 埠頭内の中央卸売市場本場とコットンハーバー地区を接続。
  - 瑞穂大橋 - 瑞穂埠頭方面（横浜ノース・ドック手前）と接続。